# Seznam uměleckých realizací ve veřejném prostoru v Malešicích
Seznam uměleckých realizací v Malešicích v Praze 10 obsahuje tvorbu výtvarných umělců umístěnou ve veřejném prostoru v katastrálním území Malešice. Seznam je řazen podle ulic a nemusí být úplný.

## Seznam uměleckých realizací
| Název                                        | Fotografie                                                                        | Lokace                                                    | Autor                                                   | Rok       | Popis                                                              | Poznámka |
| -------------------------------------------- | --------------------------------------------------------------------------------- | --------------------------------------------------------- | ------------------------------------------------------- | --------- | ------------------------------------------------------------------ | --- |
| Rodina                                       | Kategorie „Rodina (Ladislav Kovařík)“ na Wikimedia Commons                        | Heldova 50°5′5,18″ s. š., 14°30′50,97″ v. d.              | Ladislav Kovařík (*1932) Jindřich Kvasnička             | 1974      | socha, pískovec                                                    | vnitroblok ulic Heldova, Gollova a Niederleho                                                                               |
| Malešická zeď (†)                            |                                                                                   | Malešický park 50°5′0,06″ s. š., 14°29′56,84″ v. d.       | Eleonora Haragsimová (*1932)                            | 1970      | dekorativní zeď, pálená cihla                                      | volný prostor, odstraněno 2011                                                                                              |
| Rezavý květ                                  | Kategorie „Rezavý květ (Čestmír Suška)“ na Wikimedia Commons                      | Malešický park 50°5′3,65″ s. š., 14°29′55,54″ v. d.       | Čestmír Suška (*1952)                                   | 2013      | socha, ocel                                                        | park |
| Poezie a učení (umění)                       | Kategorie „Poezie a umění (Václav Bejček)“ na Wikimedia Commons                   | Nad vodovodem 460/81 50°4′56,24″ s. š., 14°29′54,4″ v. d. | Václav Bejček (1922–1983)                               | 1972      | socha, pískovec                                                    | základní škola |
| Oddych                                       | Kategorie „Oddych (Jiří Kryštůfek)“ na Wikimedia Commons                          | Plaňanská 573/1 50°4′49,06″ s. š., 14°30′4,95″ v. d.      | Jiří Kryštůfek (1932–2014)                              | 1981      | socha, trachyt                                                     | Poliklinika Malešice, před vstupem                                                                                          |
| Reliéf                                       |                                                                                   | Plaňanská 573/1 50°4′47,64″ s. š., 14°30′3,65″ v. d.      | neuveden                                                |           | reliéf, kámen                                                      | Poliklinika Malešice, atrium                                                                                                |
| Růst – Příroda                               | Kategorie „Růst – Příroda (Magdaléna Cubrová)“ na Wikimedia Commons               | Plaňanská 573/1 50°4′48,31″ s. š., 14°30′4,83″ v. d.      | Magdalena Cubrová (*1952)                               | 1979–1982 | mozaika, sklo; 460×135,5 cm                                        | Poliklinika Malešice, vstupní hala; původně jídelna, po roce 1990 zakryto, při rekonstrukci 2019–2021 obnoveno a přemístěno |
| Příroda a hygiena                            | Kategorie „Příroda a hygiena (Dalibor Říhánek)“ na Wikimedia Commons              | Plaňanská 573/1 50°4′48,71″ s. š., 14°30′5,02″ v. d.      | Dalibor Říhánek (*1946)                                 | 1979–1982 | mozaika, sklo                                                      | Poliklinika Malešice, lékárna; obnoveno při rekonstrukci 2019–2021                                                          |
| Sgrafita                                     | Kategorie „Sgrafita v Penzionu Malešice“ na Wikimedia Commons                     | Počernická 524/64 50°4′53,52″ s. š., 14°30′1,85″ v. d.    |                                                         |           | sgrafita                                                           | Sídliště Malešice |
| Hudba                                        | Kategorie „Hudba (Věra Merhautová)“ na Wikimedia Commons                          | Počernická 473/81 50°4′58,86″ s. š., 14°30′22,63″ v. d.   | Věra Merhautová (1921–1996)                             | 1972      | socha, pískovec                                                    | před nákupním střediskem |
| Prameník                                     |                                                                                   | Polygrafická 262/3 50°4′44,27″ s. š., 14°31′22,16″ v. d.  | Eva Kmentová (1928–1980)                                | 1967      | prameník, spišský travertin                                        | bývalá Hutní odbytová základna, atrium                                                                                      |
| Vlna                                         |                                                                                   | Polygrafická 262/3 50°4′44,27″ s. š., 14°31′22,16″ v. d.  | Eva Kmentová (1928–1980)                                | 1967      | socha, spišský travertin                                           | model v roce 1965; bývalá Hutní odbytová základna, atrium                                                                   |
| Plastika pro panelárnu                       |                                                                                   | Průmyslová 50°5′1,18″ s. š., 14°32′14,53″ v. d.           | Antonín Kulda (1921–2010) Jan Václav Straka (1920–1983) | 1976      | socha, beton                                                       | křižovatka ulic Průmyslová a Teplárenská                                                                                    |
| Altán pro domov důchodců v Malešicích        |                                                                                   | Rektorská 577/5 50°5′14,3″ s. š., 14°30′16,5″ v. d.       | Karel Nepraš (1932–2002) Kurt Gebauer (*1941)           | 1986      | architektonický objekt a prameník; slitiny železa a neželezné kovy | Domov důchodců Malešice |
| Rytíř                                        | Kategorie „Rytíř (Čestmír Suška)“ na Wikimedia Commons                            | Rektorská 578/3 50°5′15,13″ s. š., 14°30′20,73″ v. d.     | Čestmír Suška (*1952)                                   | 1980      | socha, pískovec                                                    | osazeno roku 1986; Domov důchodců Malešice                                                                                  |
| Šťastný princ                                | Kategorie „Šťastný princ (Čestmír Suška)“ na Wikimedia Commons                    | Rektorská 578/3 50°5′12,35″ s. š., 14°30′18,51″ v. d.     | Čestmír Suška (*1952)                                   | 1985      | socha, pískovec                                                    | Domov důchodců Malešice |
| Obr, velryba, žába                           | Kategorie „Obr, velryba, žába (Čestmír Suška)“ na Wikimedia Commons               | Rektorská 579/1 50°5′11,3″ s. š., 14°30′18,05″ v. d.      | Čestmír Suška (*1952)                                   | 1985      | socha, beton                                                       | Domov důchodců Malešice |
| Ofsetový tisk                                | Kategorie „Sculpture in front of Sazečská 8“ na Wikimedia Commons                 | Sazečská 560/8 50°4′48,56″ s. š., 14°31′10,89″ v. d.      | Jan Bartoš (*1947)                                      | 1978      | dekorativní stěna; beton, kov                                      | před tiskárnou |
| Fontána                                      |                                                                                   | Sazečská 598/7 50°4′56,53″ s. š., 14°31′9,67″ v. d.       | Miroslav Vystrčil (1924–2014)                           | 1989      | fontána; mramor, beton                                             | Poštovní a přepravní budova, atrium                                                                                         |
| Kontakty                                     |                                                                                   | Sazečská 598/7 50°4′56,52″ s. š., 14°31′9,67″ v. d.       | Jiřina Adamcová (1927–2019)                             | 1989      | 2 mozaiky, kámen 300×500 cm                                        | Poštovní a přepravní budova                                                                                                 |
| Reliéfní kovovová plastika - Klikové hřídele | Kategorie „Klikové hřídele (Pavel Vilímek)“ na Wikimedia Commons                  | Služeb 256/5 50°4′33,65″ s. š., 14°31′28,35″ v. d.        | Pavel Vilímek (*1939)                                   | 1976      | reliéf, kov                                                        | pro n.p. Automobilové opravny                                                                                               |
| Keramický reliéf                             | Kategorie „Keramický reliéf (Karel Velický, Milena Velická)“ na Wikimedia Commons | Teplárenská 611/1 50°5′1,37″ s. š., 14°31′26,98″ v. d.    | Karel Velický Milena Velická                            | 1969      | reliéf, glazovaná kamenina                                         | Teplárna Malešice, na správní budově                                                                                        |
| Fontána pro Ústřední dílny DP                | Kategorie „Fontána pro Ústřední dílny DP Praha“ na Wikimedia Commons              | U vozovny 590/6 50°4′28,37″ s. š., 14°31′52,78″ v. d.     | Milan Nedvěd (*1930)                                    | 1976      | fontána, slitiny železa a neželezné kovy                           | Ústřední dílny DP Praha |
| Kolejnice                                    |                                                                                   | U vozovny 590/6 50°4′27,57″ s. š., 14°31′51,91″ v. d.     | neuveden                                                |           | socha, železo                                                      | Ústřední dílny DP Praha, u vrátnice                                                                                         |
| Motýl                                        |                                                                                   | U vozovny 576/2 50°4′29,76″ s. š., 14°31′49,38″ v. d.     | Oldřich Rujbr (*1948)                                   | 1979      | socha, glazovaná keramika                                          | Ústřední dílny DP Praha |